# Adesmia globosa
Adesmia globosa là một loài thực vật có hoa trong họ Đậu. Loài này được Davyt & Izag. miêu tả khoa học đầu tiên năm 1996.